# イリナ・ユスポヴァ
イリナ・フェリクソヴナ・ユスポヴァ（ロシア語: Ирина Феликсовна Юсупова, ラテン文字転写: Princess Irina Felixovna Yusupova、1915年3月21日 - 1983年8月30日）は、ロシア帝国・ユスポフ家の家長フェリックス・ユスポフ公爵とロシア皇帝アレクサンドル3世の孫娘イリナ・アレクサンドロヴナ公女の間に生まれた唯一の子供である。

## 両親

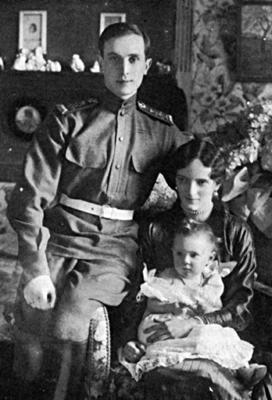
1916年。両親とともに

イリナは1915年3月21日にロシア帝国の首都サンクトペテルブルクにあるモイカ宮殿において生まれ、母親と同じ名前が付けられた。父親のフェリックス・ユスポフはヨーロッパ屈指の裕福な名門一家、ユスポフ家の家長であった。母親のイリナ・アレクサンドロヴナはロシア皇帝アレクサンドル3世の長女でニコライ2世の妹クセニア・アレクサンドロヴナ大公女と、ロシア皇帝ニコライ1世の孫息子アレクサンドル・ミハイロヴィチ大公の長女であった。この二人の唯一の子供であった。 
イリナと彼女の両親、祖父母、曽祖母らは二月革命後にクリミアに監禁されていたが、1919年にイギリス海軍の巡洋艦「マールバラ」によって救出され、フランスに亡命することになった。母とは非常に疎遠な関係であり、乳母に育てられ、父を敬愛しながら成長した。

## 結婚と死
イリナは1938年6月19日にニコライ・ドミトリエヴィチ・シェレメーテフ伯爵（1904年10月28日生まれ - 1979年2月5日没）と結婚し、二人の間には唯一の子供クセニア・シェレメーテヴァ（1942年3月1日生まれ - 存命中）が生まれた。
結婚して夫の姓を名乗り、ギリシャにやって来たイリナはそこでギリシャのオランダ大使夫人であるロシア人女性と知り合い、無二の親友になった。彼女は別れがやって来た時に初めて、自分がラスプーチンの孫娘であることを明かした。イリナも彼女に自分がラスプーチンの殺人者の娘であることを話したという。
イリナは1983年8月30日に68歳で亡くなり、サント＝ジュヌヴィエーヴ＝デ＝ボワのロシア人墓地に埋葬された。

## 子孫

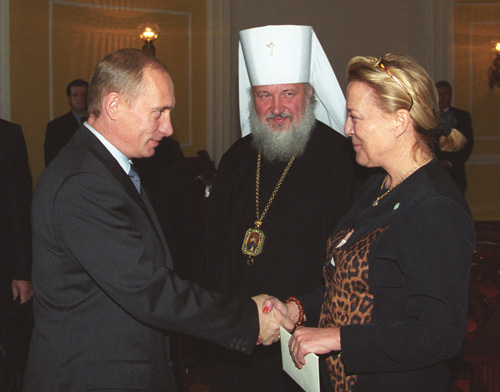
2001年10月。ロシア連邦大統領ウラジーミル・プーチンと会見するイリナの娘のクセニア

イリナの娘クセニアはギリシャ国籍の男性イリアス・スフィリス（1932年8月20日生まれ - 存命中）と1965年6月20日に結婚し、二人の間には唯一の子供タチアナ・スフィリス（1968年8月28日生まれ - 存命中）が生まれた。1992年に、殺害されたニコライ2世の遺骨から抽出されたミトコンドリアDNAを血縁者のものと比較してパヴェル・イワノフ博士が確認作業を行った際には、ニコライ2世の妹オリガ・アレクサンドロヴナ大公女とニコライ・クリコフスキーの長男（当時唯一存命していたニコライ2世の甥）であるティクオン・クリコフスキーがロシア人にもかかわらずイギリスで調査に励むイワノフ博士に対して不満の意を表明して骨の調査を全部でたらめだと言い、「政治的な理由」により血液標本の提供を断固として拒否したのと対照的に、クセニアは献血を即座に承諾した。もう一人の献血協力者はスコットランドに住む貴族であり、ニコライ2世の母マリア・フョードロヴナの姉でイギリス国王エドワード7世と結婚したアレクサンドラ・オブ・デンマークから見て孫娘にあたるモード王女の息子、ジェームズ・カーネギー公爵であった。カーネギーも喜んで承諾したものの、匿名という条件を付けたが、結局は事実が漏れて世間に知れ渡ってしまった。
イリナの孫娘タチアナは二度目に結婚したアンソニー・バンバキディスとの間に二人の娘マリリア（2004年生まれ）とヤスミン・クセニア（2006年生まれ）をもうけた。